# Jérémie Bréchet
Jérémie Bréchet (Lione, 14 agosto 1979) è un allenatore di calcio ed ex calciatore francese, di ruolo difensore, vice allenatore del Lilla.

## Carriera

### Club
Iniziò la sua carriera nell'Olympique Lione, dove nell'arco di due stagioni divenne titolare fisso. Arrivò all'Inter l'ultimo giorno di mercato del 2003, per la cifra di 3 milioni di euro. La sua permanenza all'Inter durò solamente una stagione, nella quale collezionò 14 presenze (9 in campionato, 3 nelle Coppe europee e 2 in Coppa Italia). Nell'estate 2004 si trasferì al club spagnolo della Real Sociedad, dove rimase nelle due stagioni successive.
Nell'annata 2005-2006 fece ritorno in Francia dove venne ingaggiato dallo Sochaux per due stagioni. Con i Lionceaux ha vinto una coppa di Francia nel 2007, indossando la fascia di capitano nella finale vinta sull'Olympique Marsiglia. Il 9 luglio 2008 è stato ingaggiato dal PSV; il 22 giugno 2009 è tornato allo Sochaux. Il 16 agosto 2012 passa al Troyes, squadra con cui firma un contratto annuale. Il 26 giugno 2013 è stato ingaggiato dal Bordeaux.

### Nazionale
Titolare nelle nazionali giovanili francesi, tra il 2001 e il 2003 è stato convocato nella nazionale maggiore, collezionando 3 presenze.

## Statistiche

### Presenze e reti nei club
Statistiche aggiornate all'11 maggio 2018.
| Stagione                 | Squadra                  | Campionato               | Campionato | Campionato | Coppe nazionali | Coppe nazionali | Coppe nazionali | Coppe continentali | Coppe continentali | Coppe continentali | Altre coppe | Altre coppe | Altre coppe | Totale | Totale |
| Stagione                 | Squadra                  | Comp                     | Pres       | Reti       | Comp            | Pres            | Reti            | Comp               | Pres               | Reti               | Comp        | Pres        | Reti        | Pres   | Reti   |
| ------------------------ | ------------------------ | ------------------------ | ---------- | ---------- | --------------- | --------------- | --------------- | ------------------ | ------------------ | ------------------ | ----------- | ----------- | ----------- | ------ | ------ |
| 1997-1998                | Olympique Lione 2        | CFA                      | 13         | 0          | -               | -               | -               | -                  | -                  | -                  | -           | -           | -           | 13     | 0      |
| 1998-1999                | Olympique Lione 2        | CFA                      | 16         | 0          | -               | -               | -               | -                  | -                  | -                  | -           | -           | -           | 16     | 0      |
| Totale Olympique Lione 2 | Totale Olympique Lione 2 | Totale Olympique Lione 2 | 29         | 0          |                 | -               | -               |                    | -                  | -                  |             | -           | -           | 29     | 0      |
| 1998-1999                | Olympique Lione          | D1                       | 15         | 0          | CF+CdL          | 1+1             | 0               | CU                 | 1                  | 0                  | -           | -           | -           | 18     | 0      |
| 1999-2000                | Olympique Lione          | D1                       | 16         | 0          | CF+CdL          | 1+0             | 0               | UCL+CU             | 0+4                | 0                  | -           | -           | -           | 21     | 0      |
| 2000-2001                | Olympique Lione          | D1                       | 27         | 0          | CF+CdL          | 3+5             | 0               | UCL                | 14                 | 0                  | -           | -           | -           | 49     | 0      |
| 2001-2002                | Olympique Lione          | D1                       | 28         | 0          | CF+CdL          | 2+2             | 0               | UCL+CU             | 5+3                | 0                  | -           | -           | -           | 40     | 0      |
| 2002-2003                | Olympique Lione          | L1                       | 31         | 0          | CF+CdL          | 1+2             | 0               | UCL+CU             | 6+1                | 0                  | SF          | 1           | 0           | 42     | 0      |
| Totale Olympique Lione   | Totale Olympique Lione   | Totale Olympique Lione   | 117        | 0          |                 | 18              | 0               |                    | 34                 | 0                  |             | 1           | 0           | 170    | 0      |
| 2003-2004                | Inter                    | A                        | 9          | 0          | CI              | 2               | 0               | UCL+CU             | 2+1                | 0                  | -           | -           | -           | 14     | 0      |
| 2004-2005                | Real Sociedad            | PD                       | 17         | 0          | CR              | 0               | 0               | -                  | -                  | -                  | -           | -           | -           | 17     | 0      |
| 2005-2006                | Real Sociedad            | PD                       | 3          | 0          | CR              | 0               | 0               | -                  | -                  | -                  | -           | -           | -           | 3      | 0      |
| Totale Real Sociedad     | Totale Real Sociedad     | Totale Real Sociedad     | 20         | 0          |                 | 0               | 0               |                    | -                  | -                  |             | -           | -           | 20     | 0      |
| 2006-2007                | Sochaux                  | L1                       | 30         | 0          | CF+CdL          | 2+3             | 0               | -                  | -                  | -                  | -           | -           | -           | 35     | 0      |
| 2007-2008                | Sochaux                  | L1                       | 21         | 2          | CF+CdL          | 3+0             | 0               | -                  | -                  | -                  | -           | -           | -           | 24     | 2      |
| 2008-2009                | PSV                      | ED                       | 27         | 1          | CO              | 0               | 0               | UCL                | 5                  | 0                  | SO          | 1           | 0           | 33     | 1      |
| 2009-2010                | Sochaux                  | L1                       | 33         | 2          | CF+CdL          | 3+0             | 0               | -                  | -                  | -                  | -           | -           | -           | 36     | 2      |
| 2010-2011                | Sochaux                  | L1                       | 20         | 0          | CF+CdL          | 2+1             | 0               | -                  | -                  | -                  | -           | -           | -           | 23     | 0      |
| 2011-2012                | Sochaux                  | L1                       | 5          | 0          | CF+CdL          | 1+0             | 0               | -                  | -                  | -                  | -           | -           | -           | 6      | 0      |
| Totale Sochaux           | Totale Sochaux           | Totale Sochaux           | 109        | 4          |                 | 15              | 0               |                    | -                  | -                  |             | -           | -           | 124    | 4      |
| 2012-2013                | Troyes                   | L1                       | 24         | 2          | CF+CdL          | 3+1             | 1+0             | -                  | -                  | -                  | -           | -           | -           | 28     | 3      |
| 2013-2014                | Bordeaux                 | L1                       | 4          | 0          | CF+CdL          | 1+0             | 0               | UEL                | 5                  | 0                  | SF          | 0           | 0           | 10     | 0      |
| 2014-2015                | Gazélec Ajaccio          | L2                       | 29         | 2          | CF+CdL          | 0+0             | 0               | -                  | -                  | -                  | -           | -           | -           | 29     | 2      |
| 2015-2016                | Gazélec Ajaccio          | L1                       | 23         | 0          | CF+CdL          | 3+1             | 0               | -                  | -                  | -                  | -           | -           | -           | 27     | 0      |
| 2016-2017                | Gazélec Ajaccio          | L2                       | 30         | 0          | CF+CdL          | 2+0             | 0               | -                  | -                  | -                  | -           | -           | -           | 32     | 0      |
| 2017-2018                | Gazélec Ajaccio          | L2                       | 31         | 2          | CF+CdL          | 1+1             | 0               | -                  | -                  | -                  | -           | -           | -           | 33     | 2      |
| Totale Gazélec Ajaccio   | Totale Gazélec Ajaccio   | Totale Gazélec Ajaccio   | 113        | 4          |                 | 8               | 0               |                    | -                  | -                  |             | -           | -           | 121    | 4      |
| Totale carriera          | Totale carriera          | Totale carriera          | 452        | 11         |                 | 48              | 1               |                    | 47                 | 0                  |             | 2           | 0           | 549    | 12     |

### Cronologia presenze e reti in nazionale
| Cronologia completa delle presenze e delle reti in nazionale ― Francia | Cronologia completa delle presenze e delle reti in nazionale ― Francia | Cronologia completa delle presenze e delle reti in nazionale ― Francia | Cronologia completa delle presenze e delle reti in nazionale ― Francia | Cronologia completa delle presenze e delle reti in nazionale ― Francia | Cronologia completa delle presenze e delle reti in nazionale ― Francia | Cronologia completa delle presenze e delle reti in nazionale ― Francia | Cronologia completa delle presenze e delle reti in nazionale ― Francia |
| Data                                                                   | Città                                                                  | In casa                                                                | Risultato                                                              | Ospiti                                                                 | Competizione                                                           | Reti                                                                   | Note                                                                   |
| ---------------------------------------------------------------------- | ---------------------------------------------------------------------- | ---------------------------------------------------------------------- | ---------------------------------------------------------------------- | ---------------------------------------------------------------------- | ---------------------------------------------------------------------- | ---------------------------------------------------------------------- | ---------------------------------------------------------------------- |
| 1-6-2001                                                               | Taegu                                                                  | Australia                                                              | 1 – 0                                                                  | Francia                                                                | Conf. Cup 2001 - 1º turno                                              | -                                                                      |                                                                        |
| 21-8-2002                                                              | Radès                                                                  | Tunisia                                                                | 1 – 1                                                                  | Francia                                                                | Amichevole                                                             | -                                                                      | 63’                                                                    |
| 20-11-2002                                                             | Saint-Denis                                                            | Francia                                                                | 3 – 0                                                                  | Jugoslavia                                                             | Amichevole                                                             | -                                                                      | 14’                                                                    |
| Totale                                                                 |                                                                        | Presenze                                                               | 3                                                                      |                                                                        | Reti                                                                   | 0                                                                      |                                                                        |

## Palmarès

### Club

#### Competizioni nazionali
- Coppa di Lega francese: 1

Lione: 2000-2001
- Campionato francese: 2

Lione: 2001-2002, 2002-2003
- Supercoppa francese: 1

Lione: 2002
- Coppa di Francia: 1

Sochaux: 2006-2007
- Supercoppa dei Paesi Bassi: 1

PSV: 2008

### Nazionale
- Confederations Cup: 1

2001